# Environnement au Nigeria
L'environnement au Nigeria est l'environnement (ensemble des éléments — biotiques ou abiotiques — qui entourent un individu ou une espèce et dont certains contribuent directement à subvenir à ses besoins) du pays Nigeria. Le Nigeria est le pays le plus peuplé du continent africain, avec environ 187 millions d'habitants en 2016. C'est un pays qui exploite fortement ses ressources naturelles. La pression sur la forêt est très forte, ce qui a conduit a une perte de biodiversité et à une perte de capacité forestière (recyclant le dioxyde de carbone). Depuis la découverte de pétrole sur le territoire nigérian en 1956, le Nigeria est devenu le 2e pays au monde qui a le plus gros volume de gaz brûlé dans les torchères. La pollution de l'air est très problématique.
L'empreinte écologique par personne du Nigéria était en 2012 de 1,2 hag, ce qui est inférieur à la moyenne mondiale (2,6 hag). La biocapacité par personne était de 0,7 hag, en diminution depuis 1970 à cause de la croissance démographique et un peu à cause de la perte de capacité forestière, de sorte que le Nigéria est en déficit écologique. Le déficit écologique du Nigéria, qui était nul en 1970, a augmenté depuis les années 1970.

## La biodiversité du Nigeria

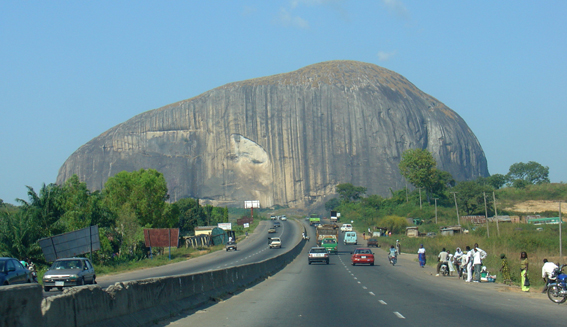
Le Zuma Rock près de Suleja.

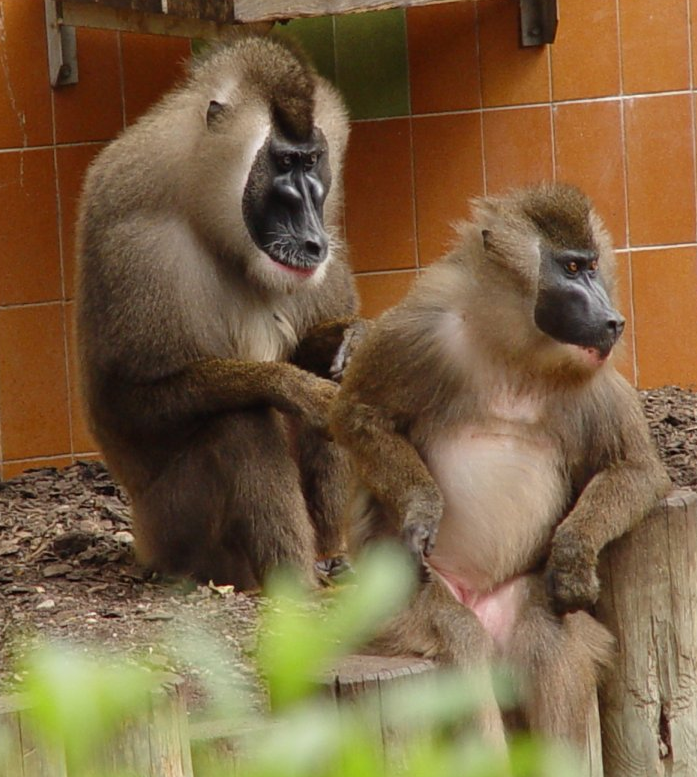
Drill (mâle et femelle).

### Géographie et milieux écologiques
Le Nigeria est situé en Afrique de l'Ouest, au bord du golfe de Guinée. Sa façade maritime est longue de 853 km, et le pays est traversé par le fleuve Niger à l’ouest et son affluent le Bénoué à l’est. L'altitude maximale est de 2 419 m.
Du Sud vers le Nord, l’écosystème du Nigeria est constitué par la mangrove, la forêt tropicale (au sud), la savane et la zone semi-aride. L’État de Cross River, situé sur la frontière de la République du Cameroun, possède aujourd’hui 50 % des forêts qui restent au Nigeria et il est un des points chauds de biodiversité du monde.

### Faune et flore
Au niveau de la faune et de la flore, les restes des forêts tropicales denses sont riches en feuillus (acajou). Les palmiers à huile y sont particulièrement nombreux. Baobabs, tamarinier set graminées poussent dans la savane arborée. Au nord-est, la végétation est semi-désertique. 
Les crocodiles et les serpents sont présents dans les marécages des forêts tropicales humides. 
Les grands mammifères africains, autrefois nombreux, ont disparu en raison d'un défrichement effréné. Le pays est un des cinq derniers où le lion d'Afrique est présent. En 2014, on ne comptabilisait plus que 406 individus dans la région de l’Afrique de l’Ouest. Le singe Drill est menacé d'extinction. Quelques antilopes, chameaux et hyènes vivent dans le nord.
Parmi les espèces endémiques se trouvent des scorpions, araignées, amphibiens, amphisbènes, geckos, serpents, sauriens...

### Espaces protégés

Carte des parcs nationaux du Nigeria.

Le Nigeria compte huit parcs nationaux.

## Impacts sur les milieux naturels
Le Nigeria est le 7e pays le plus peuplé au monde, avec 186 988 000 habitants en 2016. La population exerce de ce fait une pression importante sur les milieux et les ressources, avec une pression par habitant qui reste faible en comparaison d'autres pays plus développés.

### Activités humaines

#### Exploitation forestière
le taux de disparition des forêts est un des plus élevés du monde (3,3 %). Depuis 1990, le pays en a perdu près de 6,1 millions d’hectares, soit 35,7 % de son couvert forestier. Le Nigeria souffre de cette déforestation, due à des changements d’affectation des sols pour l’agriculture, à des abattages illicites, à des récoltes non durable d'éléments non ligneux, ou encore à l'extraction excessive de bois de feu.

#### Agriculture

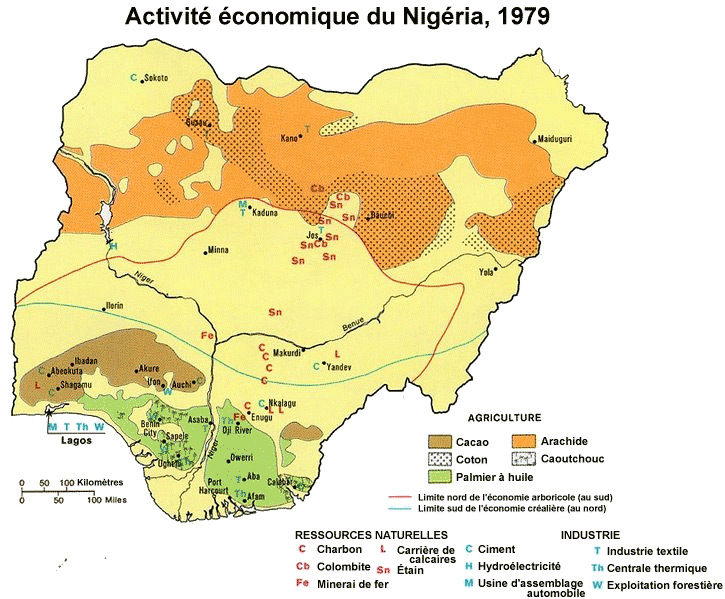
Carte des principales cultures et ressources commerciales nigérianes (cliquer pour agrandir)
Source: US Dpt of Agriculture, Foreign Agriculture Service.

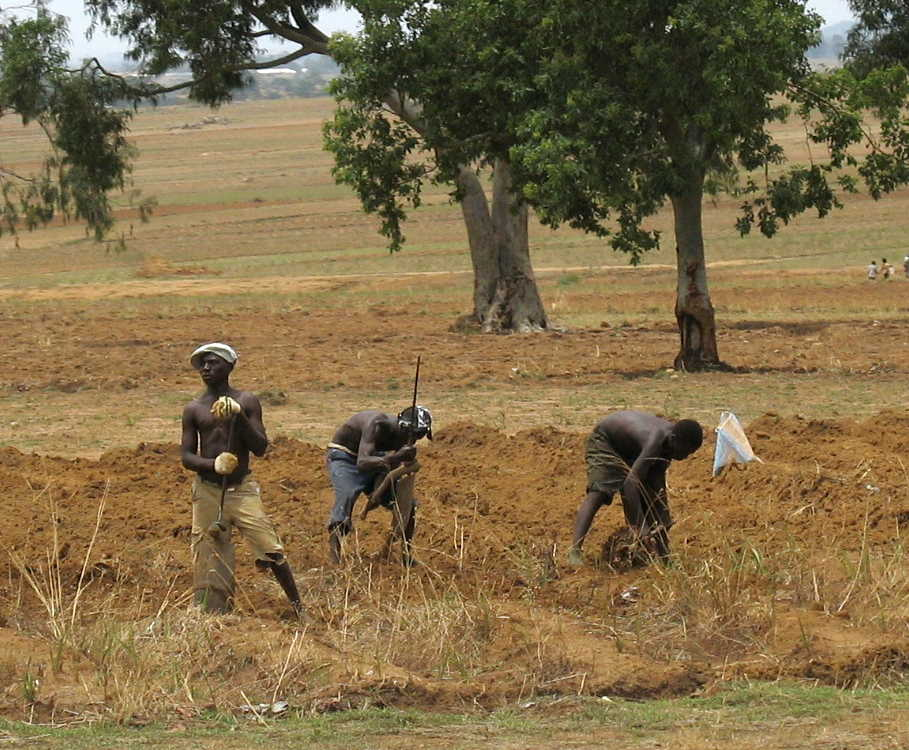
Des fermiers au Nigeria.

L'agriculture est principalement une agriculture de subsistance. La production agricole a chuté en vingt-cinq ans (cacao, volailles...). Premier producteur mondial d'huile de palme dans les années 1960, le pays le plus peuplé du continent, désormais cinquième producteur mondial, est obligé d’importer près de la moitié de sa consommation annuelle (deux millions de tonnes) en 2021. Les petits producteurs représentent 70 % de la production. Le manque d’infrastructures, l’état lamentable des routes et les coupures incessantes d’électricité freinent le développement de ce secteur.

#### Chasse
Une chasse excessive a porté atteinte aux espèces animales sur le territoire (espèces en danger ).

#### Transports
Il n'existe pas de réseau ferroviaire efficace. 
Les routes sont mal entretenues au Nigeria.
En 2024, les accidents sont fréquents, en grande partie à cause des excès de vitesse et du non-respect du code de la route.

### Pression sur les ressources non renouvelables
Le sous-sol est riche en ressources naturelles parmi lesquelles le pétrole et le gaz constituent la principale source de revenu du pays. 
Le pétrole a été découvert au Nigeria en 1956 dans le delta du Niger. Le pays est le premier producteur d'or noir d'Afrique. Il existe également une production extrêmement polluante d'essence de contrebande, obtenue à partir du pétrole de pipelines percés et de raffineries artisanales.
Le Nigeria produit également un certain nombre de métaux (étain, fer, plomb, zinc…) ainsi que du charbon.
Le Nigeria est le 2e pays qui a le plus gros volume de gaz brûlé dans les torchères (14,6 milliards de mètres cubes).

### Pollutions

#### Les émissions de gaz à effet de serre (GES)
Le Nigeria est le 2e pays au monde qui a le plus gros volume de gaz brûlé dans les torchères, ce qui amplifie les contributions de ce pays aux émissions de GES. 
C'est en 1974 que les émissions de CO2 par habitant ont été les plus importantes (1,01 tonne  par habitant). En 2002, ces émissions étaient de 0,39 tonne de CO2 par habitant. Cette année-là, le Nigeria était le 53e pays le plus émetteur au monde, avec environ 52 millions de tonnes de CO2 émis.

#### La pollution de l'air
94 % de la population du pays est exposée à des niveaux de pollution atmosphérique (particules fines PM 2,5) supérieurs aux directives de l’OMS. À Lagos, plus grande ville d'Afrique, la circulation devient toujours plus intense ; les émissions ne sont pas réglementées et des camions-citernes s’embrasent régulièrement en pleine ville. S'y ajoutent des rejets liés à la combustion des déchets, à l'utilisation de poêle déficient pour la cuisine, à l'utilisation de générateurs au gasoil, à la présence d'usines au cœur des villes. Encore en 2020, des raffineries européennes font exporter au Nigéria environ 900 000 tonnes par an de carburant « sale » de faible qualité, présentant une teneur en soufre toxique, bien supérieure aux normes européennes, et émettant de grandes quantités de particules fines.
Le Nigeria est le deuxième pays qui a le plus gros volume de gaz brûlé dans les torchères, ce qui amplifie la production de gaz polluants.
Les trois pays les plus peuplés d’Afrique, Nigeria, Éthiopie et Égypte sont les plus affectés par les effets de la pollution. En Afrique, selon une étude de l’OCDE, le nombre de décès prématurés liés à la pollution de l’air a progressé de 36 % entre 1990 et 2013 pour s’établir à environ 250 000.

#### La pollution de l'eau
En 2011, le Programme des Nations unies pour l'environnement indique une pollution pétrolière importante dans le delta du Niger. Shell a reconnu sa responsabilité dans deux importantes marées noires au Nigeria, en octobre puis décembre 2008. La communauté Bodo, qui compte environ 90 000 personnes et vit de la pêche, est victime de cette pollution.
Dans le delta du Niger, 75 % de la population n’a même pas accès à l’eau potable.
La gestion des eaux usées est un enjeu majeur du Nigeria. En 2011, la ville de Lagos génère 1,5 million de mètres cubes d’eaux usées par jour avec ses dix-huit millions d’habitants. Le tout sans système d’égouts centralisés. En dehors des fosses septiques, l’essentiel des rejets des ménages de la plus grande ville d’Afrique ruisselle dans des caniveaux ouverts jusqu’à la mer.
En mars 2018, Amnesty International publie un rapport accusant Shell et ENI de cacher la vérité sur les causes de pollution des eaux dans la région pétrolière du Delta du Niger (sud-est du Nigeria), et appelle les autorités nigérianes à ouvrir une enquête sur les déversements d’hydrocarbures dans cette zone.

#### La gestion des déchets
À la fin des années 1980, 4 000 tonnes de déchets chimiques ont été déchargés dans le port de Koko par des entreprises italiennes.
Un habitant d'Afrique sub-aharienne génère en moyenne 165 kg de déchets par an et par habitants en 2023 (soit nettement moins que dans les pays plus riches).

### Impacts de l'urbanisation

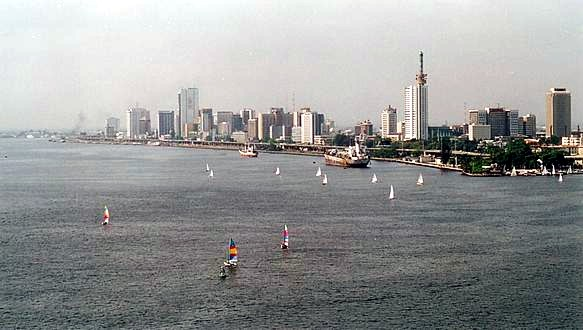
Lagos

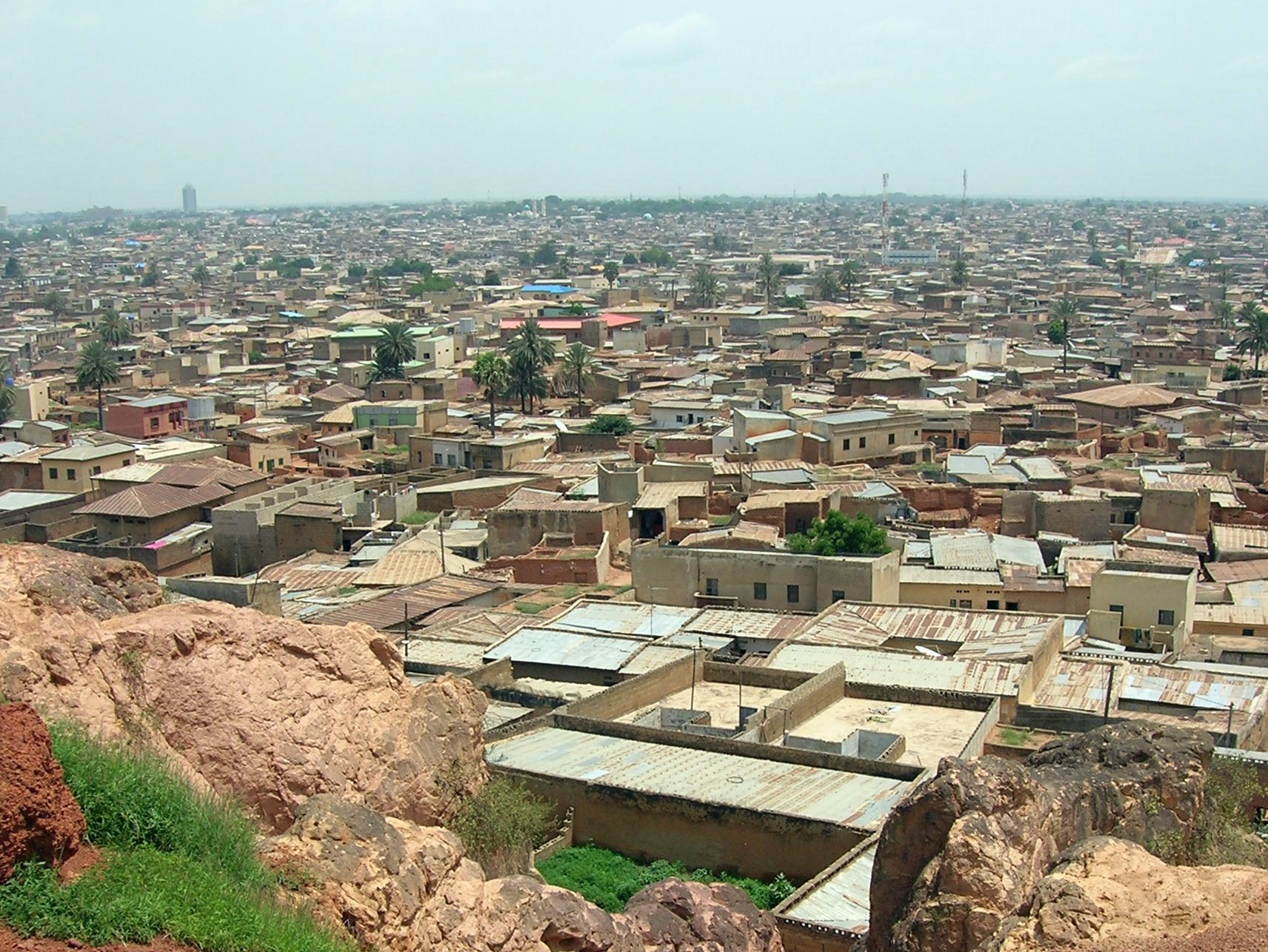
Kano

En 2011, environ la moitié de la population était urbaine. En 2015, Lagos était la plus grande ville d'Afrique et la 8e plus grande ville du monde, avec près de 23 millions d'habitants.
Les bidonvilles sont importants. À Lagos, 70 % des habitants vivent dans des quartiers insalubres. À Makoko, important bidonville sur la lagune de la capitale, où vivent plus de 100 000 personnes, il n’y a ni eau courante, ni électricité, ni assainissement.

## L'exposition aux risques

### Risques naturels

#### Inondations
En 2022, le pays connait les inondations les plus meurtrières de la décennie, avec plus de 600 morts et 1,3 million de déplacés.
En septembre 2024, le barrage d’Alo, dans le nord du Nigeria, cède sous la pression des eaux gonflées par des pluies anormalement fortes, aggravant une catastrophe ayant fait plus de 200 morts depuis la mi-juillet.

## Politique environnementale au Nigeria

### Lutte contre les pollutions
Le gouvernement du Nigeria a pris des engagements lors de la journée mondiale de l'environnement. Laurentia Mallam, alors ministre nigériane de l’Environnement, s’est engagée à améliorer la santé de l’environnement de 50 % d’ici 2020. « Les citoyens du Nigeria ont droit à un air pur, une eau potable et des terres non contaminées ».

### Accords internationaux
Le Nigéria n'était pas concerné par le Protocole de Kyoto. La Conférence de Copenhague de 2009 sur le climat est l'occasion de renégocier un accord international sur le climat remplaçant le protocole de Kyoto. Les pays émergents sont alors intégrés au processus.
En préparation de la COP 21, la politique énergétique et climatique est pensée au niveau national, puis analysée au regard de celle des autres pays africains. La position choisie est présentée au G77, puis à la COP21.

### Décentralisation et acteurs locaux

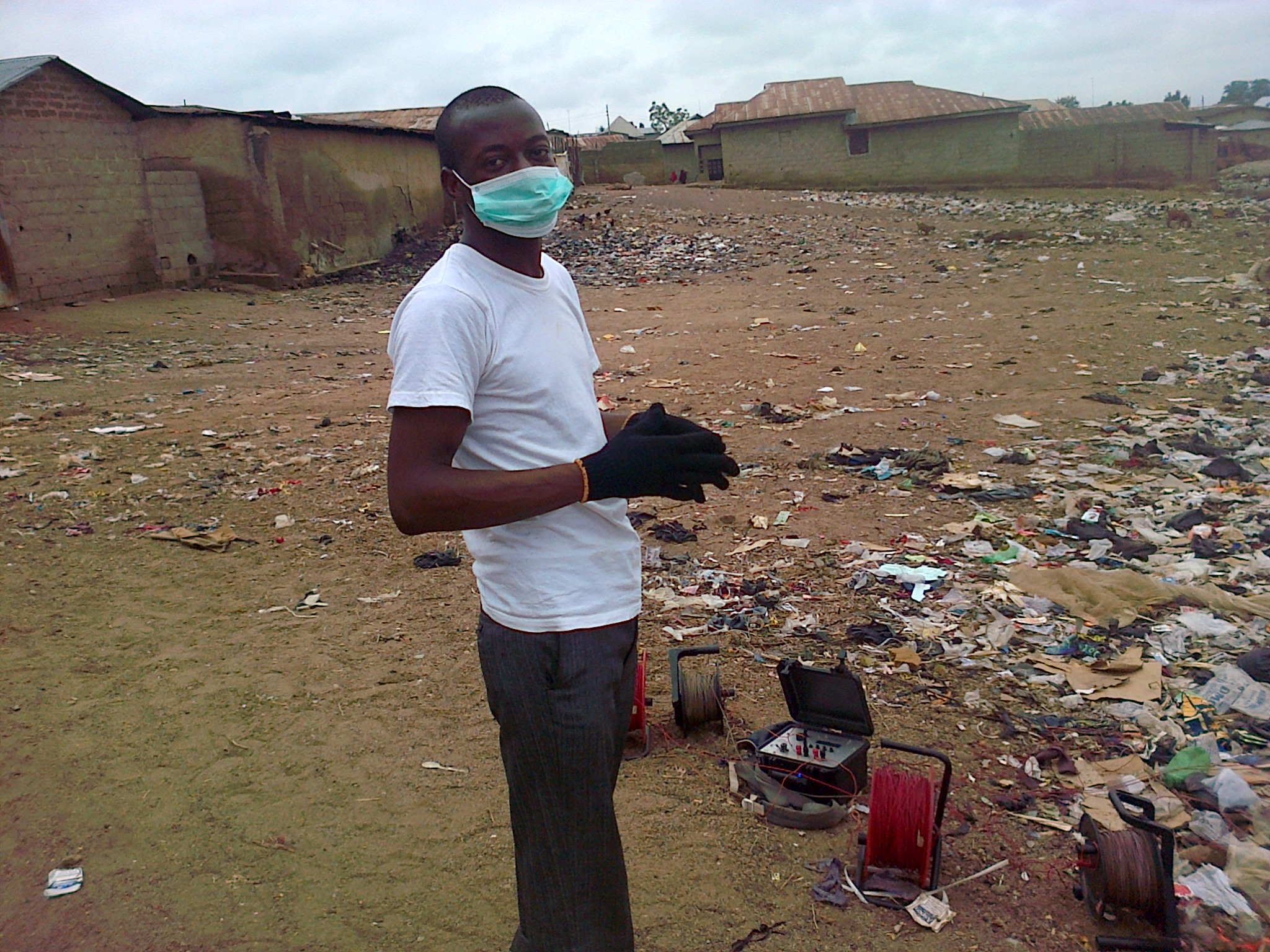
Mesure de la pollution à Sabon Layi (Keffi).

Seuls les parcs nationaux sont gérés par le gouvernement fédéral. Les réserves forestières sont sous contrôle du gouvernement de chacun des trente-six États ; les forêts communautaires sont gérées par les communautés, les forêts privées par des ONG. Alors que la protection de la forêt est globalement insuffisante, la communauté d’Ekuri dan l’État de Cross River a développé une gestion communautaire des forêts de ce territoire.
En 1995, l’écrivain nigérian engagé Ken Saro-Wiwa était exécuté par pendaison. Aux yeux de la junte militaire de l’époque, il était coupable de dénoncer les graves atteintes à l’environnement et aux droits humains causés par l’exploitation pétrolière.

### Évaluation environnementale globale
En 2015, l'organisation Global Footprint Network (GFN) indique que le Nigeria a un léger déficit écologique. La biocapacité par personne s'élève à environ 0,6 hag (hectare global par habitant), l'empreinte écologique par personne à environ un hag. C'est notamment l'empreinte de la consommation de bois (environ 0,2 gha) qui est dix fois plus élevée que la capacité forestière ; le bilan carbone est également légèrement négatif.
La surface en forêts primaires a été divisée par plus de quatre en quinze ans, de 1990 à 2005, passant de 1,56 million d'hectares à 326 000 ha.